# Хеддо (епископ Страсбурга)

Церковь Франкского государства при Меровингах

Хеддо (Хатто или Эддо; лат. Heddo, Hatto или Eddo; около 697/700—8 марта 776) — аббат Мюнстерского (725—734) и Райхенауского монастырей (727—734), епископ Страсбурга (734—776).

## Биография

### Аббат Райхенау
Хеддо родился приблизительно в 697 или 700 году в Алеманнском герцогстве. Происхождение Хеддо точно не установлено. Возможно, что он был выходцем из какого-нибудь знатного рода Эльзаса. В том числе предполагается, что он мог быть сыном герцога Адальриха, родоначальника Этихонидов. Также существует мнение, что Хеддо мог принадлежать к предкам Габсбургов, однако это предположение вряд ли истинно. Ещё по одному предположению, Хеддо мог быть потомком франкского рода Хедененов.
В церковных преданиях сообщается, что ещё юношей Хеддо стал монахом. Своё образование он получил в Райхенауском монастыре, где его учителем был аббат Пирмин. Хеддо был самым любимым и самым способным из учеников Пирмина. Также упоминается, что некоторое время Хеддо провёл в Мюнстерском аббатстве, и в 725 году даже стал здесь настоятелем. Однако, скорее всего, это свидетельство малодостоверно.
Первые достоверные свидетельства о Хеддо в исторических источниках относятся к 727 году, когда он сменил Пирмина в сане настоятеля Райхенауского аббатства. В написанной в XI веке «Хронике» Германа Райхенауского утверждается, что Пирмин, будучи за свои симпатии к майордому Франкского государства Карлу Мартеллу изгнанным из Райхенау герцогом Алеманнии Теудебальдом, сам назначил Хеддо своим преемником.
Став аббатом, Хеддо ввёл в Райхенау бенедиктинские правила. Некоторые авторы приписывают ему в сотрудничестве с Пирмином основание нескольких монастырей: Мурбахского аббатства, Пфефферсского аббатства и Нидеральтайхского аббатства. Однако, скорее всего, Хеддо был только реформатором этих подчинённых его юрисдикции обителей, поселившим в них бенедиктинцев из числа братии Райхенау. Тем не менее, из источников следует, что деятельность Хеддо не ограничивалась только Страсбургской епархией, но распространялась на весь Эльзас и часть Баварии.
Так как Хеддо также был сторонником Карла Мартелла, он вскоре вступил в конфликт с правителями Алеманнии. Уже в 730 году один из местных правителей, герцог Лантфрид, намеревался взять аббата под стражу, и только его гибель во время войны с франками помешала этому. Тем не менее, в 732 году брат погибшего, герцог Теудебальд, воспользовавшись войной франкского майордома с маврами, всё же изгнал Хеддо из Райхенау, и тот был вынужден скрываться в труднодоступных землях Ури. Однако после победы над мусульманами в битве при Пуатье Карл Мартелл не только смог быстро заставить Теудебальда снова подчиниться, но и согласиться на возвращение Хеддо в Райхенауское аббатство.

### Епископ Страсбурга
Также с помощью Карла Мартелла в 734 году Хеддо получил епископскую кафедру в Страсбурге, сменив здесь Вандалфрида. Став епископом, Хеддо отказался от сана аббатов Райхенау и Мюнстера: в первом из них его преемником стал Кеба, во втором — Адальрик или Агоальд. О том, что Хеддо был аббатом Райхенау семь лет, упоминается в «Хронике» Германа Райхенауского и в «Видении Веттина» Хетто.
Вероятно, вскоре после получения Хеддо епископского сана его епархия была значительна увеличена в размерах, получив от Карла Мартелла в окормление расположенные на правом берегу Рейна земли современного Ортенау.
Так как Страсбург в то время был не только городом, где находилась епископская кафедра, но и был столицей Эльзасского герцогства, предполагается, что Хеддо поддерживал дружественные отношения с местным правителем Лиутфридом, последним представителем рода Этихонидов на герцогском престоле. После же смерти Лиутфрида в первой половине 740-х годов Хеддо способствовал установлению непосредственной власти Каролингов над Эльзасом.
Хеддо назван одним из адресатов написанного около 737 года послания папы римского Григория III к епископам Алеманнии и Баварии. В письме наместник Святого Престола повелевал германским иерархам подчиняться святому Бонифацию как своему представителю в этих землях.
В епископском сане Хеддо поддерживал проводимую святым Бонифацием реорганизацию церкви Франкского государства. Он участвовал в созванном с согласия майордома Карломана 21 апреля 742 года Германском соборе, в созванном по инициативе Пипина Короткого в 743 году соборе в Лептине, и в соборе франкских прелатов весной 747 года, проведённом при содействии Карломана. Все эти собрания были посвящены укреплению церковной дисциплины и христианизации живших на правом берегу Рейна народов (в первую очередь, саксов). На синодах 742 и 743 годов Хеддо выступал посредником между Бонифацием и Пирмином с одной стороны и епископом Меца Хродегангом с другой, имевшими разные взгляды на вопросы церковной реформы. Возможно, он делал это по поручению Каролингов, Карломана и Пипина Короткого, заинтересованных в успехе миссии Бонифация по христианизации зарейнских земель.
С этими событиями связано упоминание Хеддо среди получателей послания папы римского Захарии, направленного франкским епископам 1 мая 748 года. В этом документе наместник Святого Престола благодарил прелатов за их усилия по христианизации, а также снова напоминал им о необходимости во всём содействовать Бонифацию, указывая, что тот наделён паллием как папский легат в восточных областях Франкского государства.
В средневековых источниках Хеддо описывается как прелат, мудро использовавший поддержку светских властей для повышения благосостояния своей епархии, но никогда не впадавший в раболепство перед монархами. Он был щедр к бедным, в то время как сам продолжал жить по строгим бенедиктинским правилам. Церковные авторы особо ставили в заслугу Хеддо заботу о находившихся в его юрисдикции монастырях и укреплении церковной дисциплины. В том числе, 27 сентября 749 года епископ совместно с графом Рутардом основал на одном из островов на Рейне монастырь Арнульфзау.
В своей деятельности епископ Страсбурга руководствовался идеями, почерпнутыми из практики крупнейших реформаторов церкви Франкского государства того времени: Бонифация, Пирмина и Хродеганга. Хеддо известен как богослов, при котором в Страсбурге была организована монастырская школа, выпускниками которой были несколько видных франкских теологов VIII—IX веков. Стараниями епископа также был основан скрипторий и введена римская литургия.
Сохранилось несколько юридических актов, изданных по повелению Хеддо или им подписанных. Среди достоверных документов, связанных с этим епископом Страсбурга, называются дарственная хартия епископа Хродеганга аббатству Горзе от 23 мая 757 года, изданная по случаю основания этой обители, и договор между епископом Сидонием Констанцским и аббатом Иоанном Санкт-Галленским от ноября 759 года. Однако часть таких документов в настоящее время считается позднейшими фальсификациями. К таким актам относятся дарственная хартия Хеддо Эттенхайммюнстерскому аббатству от 748 года, хартия от 27 сентября 749 года, подтверждавшая данные в 728 году Мурбахскому аббатству епископом Видегерном привилегии, а также завещание Хеддо от 13 марта 762 года. Так, в завещании основателем Эттенхайммюнстера назван живший в 720-х годах страсбургский епископ Видегерн, а в хартии 748 года — уже сам Хеддо, заложивший аббатство на землях, подаренных эльзасским графом Рутардом. В завещании также сообщается, что Эттенхайммюнстерское аббатство получило своё название в честь Хеддо, и что тот поставил первым настоятелем обители Хелидульфа, позднее ставшего его преемником на епископской кафедре. В действительности же наиболее ранние достоверные свидетельства о Эттенхайммюнстерском монастыре относятся к XII веку.
Хеддо упоминается среди участников церковного собора в Аттиньи, созванной по просьбе епископа Хродеганга королём франков Пипином Коротким в 762 году.
В написанном в конце VIII века «Бревиарии Урольфа» сообщается, что с согласия баварского герцога Одилона и при поддержке короля Пипина Короткого епископ Хеддо основал Альтаихский монастырь, поселив здесь двенадцать монахов из Алемении. Во времена Хеддо эльзасские монастыри получили несколько крупных пожертвований от Каролингов. В том числе, Пипин Короткий был благотворителем аббатств Виссамбург, Хонау (в 758 году), Мурбах и Эберсхайм. Его сын Карломан одарил монастыри Грандваль, Мюнстер (в 769 году), Эберсхайм и Хонау (оба в 770 году).
Хорошие отношения Хеддо поддерживал и с королём франков Карлом Великим. В поэме Эрмольда Нигелла упоминается, что при поддержке этого монарха около 771 года епископ заложил здание нового двухапсидного кафедрального храма Страсбурга. Ранее на этом месте находилась построенная при первых Меровингах небольшая церковь, а теперь здесь располагается Страсбургский собор. Сторонник строгой церковной дисциплины, Хеддо ввёл в общине при соборе правила, известные как «устав Хродеганга». От Карла Великого епископ 7 марта 773 года в Тьонвиле получил подтверждение прав Страсбургской епархии на земли в долине реки Брюш. В преданиях королю франков приписывались также и другие дары: в том числе, Псалтирь с его собственноручной подписью, золотой крест в два фута высотой и несколько реликвий святых.
Несмотря на довольно преклонный возраст, в 774 году, вскоре после завоевания франками Лангобардского королевства, Хеддо ездил в Рим. Здесь он был принят папой Адрианом I. Долгое время достоверными историческими источниками считались две хартии, полученные Хеддо в Риме 18 и 19 апреля от папы и короля франков. В первом документе объявлялось о введении крупных штрафов, возлагаемых на уличённых в симонии прелатов. Во втором регулировались правила выборов новых страсбургских епископов, а также учреждалась новая епархиальная иерархия с подчинёнными епископу пятью архидиаконами. Однако в настоящее время установлено, что эти акты были созданы в Страсбурге не ранее XII века.
На Рождество Христово 775 года Хеддо посетил двор Карла Великого в Шлеттштадте, где получил от монарха для своей епархии право беспошлинной торговли по всему Франкскому государству. По мнению Ф.-А. Грандидье, Хеддо установил торговые законы в Эльзасе и положил конец монополии на неё франкской знати.
Традиционно считается, что Хеддо умер 8 марта 776 года. По преданиям, он был похоронен в церкви Эттенхайммюнстерского аббатства. В XVI веке в этом монастыре под одной из апсид была найдена могильная плита с эпитафией в честь умершего. Преемником Хеддо в Страсбургской епархии стал Хелидульф, до того бывший настоятелем Эттенхайммюнстерского аббатства.
Некоторые авторы Нового времени называли Хеддо блаженным, поминовение которого в средневековье отмечалось 8 марта. Однако каких-либо достоверных свидетельств о существовании культа Хеддо Страсбургского в более ранних источниках нет.

## Комментарии
1. ↑  По некоторым данным, письмо Захарии было отправлено в 747 году. Кроме Хеддо, в послании также назывались Регинфрид Руанский, Деодат Бовеский, Римберт Амьенский, Елисей Нуайонский, Фулькарий Льежский, Давид Шпайерский, Этерий Теруанский, Тревард Камбрейский, Бурхард Вюрцбургский, Генебауд Ланский, Роман из Мо и Агилуль Кёльнский. Хеддо был упомянут последним из этих франкских прелатов[11].
2. ↑  Кроме 8 марта, в средневековых источниках днём смерти Хеддо называются также 17 января и 3 июля[4][5].
3. ↑  Хартия 759 года — последний дошедший до наших дней достоверный документ, упоминающий Хеддо. Бо́льшая часть свидетельств о позднейших деяниях епископа содержится в актах, вызывающих у историков сомнения в подлинности. На этих основаниях иногда смерть Хеддо датируют не 776 годом, а временем после 759 года. В качестве возможных называются даты от 760 до 765 года включительно[1][2][5][11][22][24][26].